# Gemma Atkinson

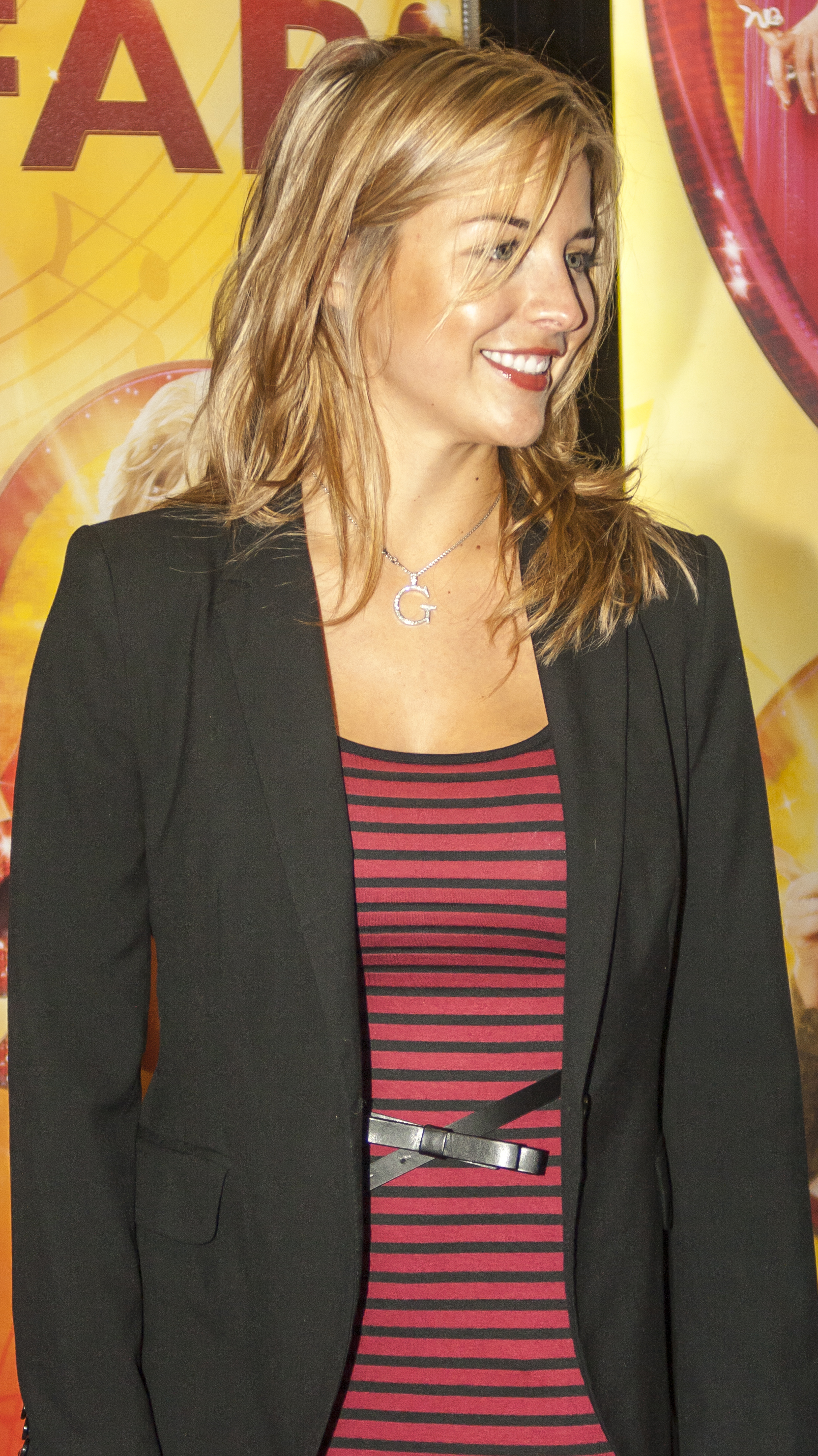
Gemma Atkinson in Manchester (2012)

Gemma Louise Atkinson (* 16. November 1984 in Bury, Greater Manchester) ist eine britische Schauspielerin und Glamourmodel.

## Leben

### Schauspielkarriere
Atkinson erreichte ab 2001 mit ihrer Rolle Lisa Hunter in der britischen Soap Opera Hollyoaks größere Bekanntheit. Auch in verschiedenen Spin-offs der Serie übernahm sie diese Rolle.
2007 nahm Atkinson an der siebten Staffel der TV-Show I’m a Celebrity…Get Me Out of Here! teil. Es folgten Teilnahmen an zahlreichen weiteren TV-Shows wie etwa 2007 in der Gesangsshow Soapstar Superstar.
Ab 2008 spielte Atkinson zahlreiche kleinere Rollen in verschiedenen Theaterstücken, so etwa in Peter Pan am Manchester Opera House. 2010 hatte sie eine Hauptrolle in This Is How It Goes am King's Head Theatre in Islington. Mit dem Stück Calendar Girls ging sie auf Tournee. Für das Videospiel Command & Conquer: Alarmstufe Rot 3 (2008) trat sie in der Rolle der Lt. Eva McKenna auf.
2009 spielte Atkinson in dem Independent-Film Boogie Woogie, der auf dem Edinburgh International Film Festival vorgestellt wurde. Es folgten Auftritte in den Streifen 13Hrs und Baseline (beide 2010). 2012 stand sie mit Mark Hamill, Alan Ford, Julian Glover und Billy Murray im britischen Horror-Thriller Airborne – Come Die with Me von Dominic Burns vor der Kamera. Im darauffolgenden Jahr mimte sie in der romantischen Komödie The Sweet Shop die Katie Powell.

### Modelkarriere
Größere Popularität erreichte Atkinson insbesondere durch Fotoshootings in Männermagazinen wie FHM oder Maxim. So konnte sie zwischen 2006 und 2009 jeweils einen Platz in den britischen FHM's 100 Sexiest Women erreichen.

### Persönliches
Atkinson war kurzzeitig mit dem portugiesischen Fußballer Cristiano Ronaldo liiert und mit dem britischen Fußballer Marcus Bent verlobt. Später war sie mit Liam Richards zusammen, der 2008 Finalist der TV-Show Britain’s Got Talent war. Inzwischen hat sie zwei Kinder mit ihrem Verlobten Gorka Márquez, der 2017 als Profitänzer ihre Auftritte bei Strictly Come Dancing begleitete.

## Filmografie (Auswahl)
- 2001–2005, 2022: Hollyoaks (Fernsehserie, 122 Folgen)
- 2003: Hollyoaks: Leap of Faith (Fernsehfilm)
- 2004: Hollyoaks: After Hours (Fernsehserie, 4 Folgen)
- 2005: Hollyoaks: In Too Deep (Fernsehfilm)
- 2005: Hollyoaks: Let Loose (Fernsehserie, 13 Folgen)
- 2006: Hollyoaks: In The City (Fernsehserie, 20 Folgen)
- 2008: Command & Conquer: Alarmstufe Rot 3 (Red Alert 3)
- 2009: The Bill (Fernsehserie, eine Folge)
- 2009: Boogie Woogie
- 2010: 13Hrs
- 2010: Baseline
- 2010: Black Book (Fernsehfilm)
- 2011: How to Stop Being a Loser
- 2011–2014: Casualty (Fernsehserie, 38 Folgen)
- 2012: Airborne – Come Die with Me (Airborne)
- 2013: Devil’s Pass
- 2013: The Sweet Shop
- 2013: Night of the Living 3D Dead
- 2014: The Confusion of Tongues
- 2015–2017: Emmerdale (Fernsehserie, 249 Folgen)
- 2016: Fever
- 2016: My Bloody Valentine (Kurzfilm)
- 2017: Cain Hill